# 가쓰타다이역
가쓰타다이역(일본어: 勝田台駅)은 일본 지바현 야치요시에 있는 게이세이 본선의 역이다. 부지의 일부는 사쿠라시에 속한다.
인근에 있는 도요 고속철도 도요 고속선의 역인 도요 가쓰타다이 역(東葉勝田台駅)에 대해서도 본 문서에 기술한다.
도요 고속철도 역의 임시 역명도 "가쓰타다이"였다.

## 역사
- 1968년 5월 1일: 게이세이 본선 영업 개시.
- 1995년 8월 17일: 도요 고속선 역의 역명 결정.
- 1996년 4월 27일: 도요 고속선 도요 가쓰타다이 역 영업 개시.
- 1997년 3월 30일: 역의 개찰구를 지하로 이전하고 게이세이 본선과 도요 고속선의 지하 연결통로 개통.
- 2008년
  - 10월 말: 도요 고속철도에서 PASMO・Suica 전용 개찰기 도입.
  - 11월 초: 도요 고속선의 하향 에스컬레이터 설치 공사 개시.
- 2009년 3월 24일: 하향 에스컬레이터 설치 완료.
- 2010년
  - 4월 5일: 도요 고속선의 승강장과 개찰구를 연결하는 엘리베이터 설치 공사 개시.
  - 8월 14일: 엘리베이터 사용 개시.
- 2011년 3월 19일: 대합실과 하행선, 상행선 승강장 사이로 북문(A3 출구) 옆의 공도와 대합실을 연결하는 엘리베이터 사용 개시[1].

## 역 구조

### 게이세이 전철
상대식 승강장 2면 2선의 지상역이다. 대합실 및 개찰구는 지하에 위치하고 지하 대합실에 위치한 개찰구와는 별도로, 남문 앞 로터리와 1번 선(상행선)을 연결하는 개찰구가 있다. 다만 6시 30분부터 21시 정각까지만 이용 가능하다. 남쪽 출입구 이용자가 상행선 방면으로는 편리하지만 하행선 방면으로 가려면 일단 지하 대합실로 내려갔다 올라가야 하기 때문에 매우 불편하다. 남쪽 개찰구에는 역무원이 상주하고 있지만 승강장에 올라가려면 계단 밖에 없고, 베리어 프리에는 대응하지 않는다.
과거에는 교상역사를 가지고 있었지만, 도요 고속선 도요 가쓰타다이 역 개업 이후 지하화되었다. LED식 발차표가 대합실과 승강장 계단 부근에 각각 2대씩 설치되어 있다.
에스컬레이터가 설치되어 있고 2011년 3월에는 엘리베이터가 신설되었다. 대합실 층과 승강장 사이로는 설치되었지만 개찰구 밖의 엘리베이터는 북문만 설치되었고 남문에는 설치되지 않았다. (북문의 엘리베이터도 2번 승강장의 일부를 제거하고 설치되었다.)

#### 승강장
| 번호 | 노선          | 방향 | 행선                                                                                   |
| ---- | ------------- | ---- | -------------------------------------------------------------------------------------- |
| 1    | 게이세이 본선 | 상행 | 게이세이쓰다누마・닛포리・게이세이우에노・오시아게・ 도영 아사쿠사 선・ 게이큐 선 방면 |
| 2    | 게이세이 본선 | 하행 | 게이세이사쿠라・나리타 공항・히가시나리타 방면                                         |

- 위 표의 노선명은 나리타 공항선 개업 후 여객안내의 명칭에 근거한다.
- 승강장의 일부는 사쿠라시에 속한다.

### 도요 고속철도
섬식 승강장 1면 2선의 지하역이다. 1997년 3월 30일에는 게이세이 본선의 가쓰타다이 역과 지하 연결통로가 개통하였다. 정기권 판매 공간은 게이세이 전철과 공용이며, 입구를 기준으로 좌측이 게이세이 전철의 창구, 우측이 도요 고속 철도의 창구이다. 도요 가쓰타다이 역의 일부는 사쿠라 시에 위치한다.
전차 진입 시의 풍압이 짙어서 승강장에는 주의를 요하는 간판이 붙어 있다. 2007년부터 2008년까지 승강장에서 개찰구와 개찰구에서 지상부를 연결하는 엘리베이터 설치 공사가 이뤄졌다. 완성 초기에는 보행자 데크 설치 전이었기 때문에 엘리베이터 2층 부분은 그대로 드러났던 시기가 있었지만, 보행자 데크 공용 개시 이후에는 지하 2층에서 지상 2층으로 이동이 가능해졌다.

#### 승강장
| 번호 | 노선        | 행선 | 비고                                                                                  |
| ---- | ----------- | --- | ------------------------------------------------------------------------------------- |
| 1・2 | 도요 고속선 | 야치요미도리가오카·니시후나바시· 도자이 선 직결 운행 오테마치·나카노· 주오·소부 선 직결 운행 미타카 방면 | 니시후나바시 역에서 도자이 선으로 직통 도자이선 나카노 역에서 주오 선 각역정차로 직통 |

## 이용 현황
| 승차 인원 추이 | 승차 인원 추이     | 승차 인원 추이     |
| 연도           | 1일 평균 하차 인원 | 1일 평균 승차 인원 |
| -------------- | ------------------ | ------------------ |
| 1990년         |                    | 30,385             |
| 1991년         |                    | 30,580             |
| 1992년         |                    | 30,506             |
| 1993년         |                    | 30,783             |
| 1994년         |                    | 30,865             |
| 1995년         |                    | 30,325             |
| 1996년         | 57,901             | 28,979             |
| 1997년         | 55,431             | 27,724             |
| 1998년         | 55,343             | 27,744             |
| 1999년         | 54,410             | 27,280             |
| 2000년         | 53,924             | 27,048             |
| 2001년         | 53,255             | 26,637             |
| 2002년         | 52,752             | 26,411             |
| 2003년         | 52,306             | 26,075             |
| 2004년         | 52,410             | 25,929             |
| 2005년         | 51,997             | 25,811             |
| 2006년         | 52,327             | 25,911             |
| 2007년         | 52,708             | 26,108             |
| 2008년         | 52,903             | 26,195             |
| 2009년         | 52,004             | 25,767             |
| 2010년         | 52,094             | 25,812             |
| 2011년         | 51,793             | 25,645             |
| 2012년         | 52,839             | 26,136             |
| 2013년         | 54,103             | 26,760             |
| 2014년         | 53,652             |                    |
| 2015년         | 54,748             |                    |

## 역 주변
두 역은 야치요 시와 사쿠라 시 경계 부근에 위치한다.
주변은 쇼와 시대 후기에 개발이 이뤄진 주택가이다. 게이세이 본선의 역이 개통한 당시인 1968년에는 주변에 아무것도 없었지만, 그 후에 역을 중심으로 중간 규모의 콘도미니엄 또는 아파트나 단독 주택이 밀집하게 되었다. 도요 고속철도선의 개업 후에는 역에서 조금 떨어진 곳에 대규모 아파트가 건설되고 있다.
게이세이 전철 관할 출입구인 A1 ~ A3출구 외, 무라카미 방향에도 3개 출입구가 있어 총 6개의 출구가 있고, 도요 고속철도의 관할 출구 중 T1과 T3출구는 모두 무라카미 방향에 있어서 A1 ~ A3출구와는 상당한 거리를 두고 있다.
게이세이 선의 역사가 개축되기까지 약 1년간, 도요 고속선은 현재의 A3출구 근처에 독립된 역 입구를 소유하고, 계단은 게이세이 선의 선로와 직각의 형태였다. 게이세이 선의 대합실 지하화된 후에 철거되었으나 게이세이 선의 개찰구 부근에는 통로 자리에 설치된 부자연스러운 배치의 벽을 현재도 그 모습을 볼 수 있다.
- 도쿄 세이토쿠 대학
- 베셀 인 야치요 가쓰타다이 역
- 가쓰타다이 역 미나미구치 상점가
- 야치요 시 가쓰타다이 문화 플라자
  - 야치요 시립 가쓰타다이 도서관
  - 가쓰타다이 시민 문화 센터
- 야치요 시립 가쓰타다이 초등학교
- 야치요 가쓰타다이 우체국
- 리브레 게이세이
- 요크 마트 1호점
- 지바 현립 야치요 고등학교
- 사쿠라 이노 우체국
- 호텔 드웰
- 국도 제16호선
- 국도 제296호선
- 구로사와이케 시민의 숲
- 사카에초 공원
- 다이초 공회당

## 인접역
| 게이세이 전철 본선                      | 게이세이 전철 본선                 | 게이세이 전철 본선                   |
| --------------------------------------- | ---------------------------------- | ------------------------------------ |
| KS29 야치요다이 게이세이우에노 방면     | ■ 쾌속특급 ・ ■ 특급               | 게이세이사쿠라 KS35 나리타 공항 방면 |
| KS29 야치요다이 게이세이우에노 방면     | ■ 통근특급                         | 시즈 KS32 나리타 공항 방면           |
| KS30 게이세이오와다 게이세이우에노 방면 | ■ 쾌속 ・ ■ 보통                   | 시즈 KS32 나리타 공항 방면           |
| 도요 고속철도 도요 고속선               |                                    |                                      |
| TR08 무라카미 니시후나바시 방면         | ■ 쾌속 ・ ■ 통근쾌속 ・ ■ 각역정차 | 시·종착역                            |